# Zundamochi
Zundamochi (ずんだ餅) er en japansk dessert fremstillet af sojabønner. Det er en specialitet fra regionen Tōhoku, der falder i øjnene med sin grønne farve.
Zundamori hører til de regionale køkkener i Miyagi-præfekturet og Yamagata-præfekturet, men det tilberedes også til en vis grad i de tilstødende præfekturer. Efterhånden tilbyder stadig flere fabrikanter af desserter dog retten i hele landet, til dels også med nye varianter med adzukibønner eller sesamfrø.
Ved fremstillingen bliver kogte grønne sojabønner (edamame) skrællet, moset og blandet med sukker og lidt salt. Pastaen der opstår på den måde bliver smurt på mochi (riskugler), til de er fuldstændig overdækkede. På grund af den høje andel af vand i mochi, bør den færdige ret spises hurtigt, da den ellers tørrer ud og mister sin smag.